# Trigonostoma semidisjunctum
Trigonostoma semidisjunctum is een slakkensoort uit de familie van de Cancellariidae. De wetenschappelijke naam van de soort is voor het eerst geldig gepubliceerd in 1849 door Sowerby II.